# Berlin-Friedrichswerder

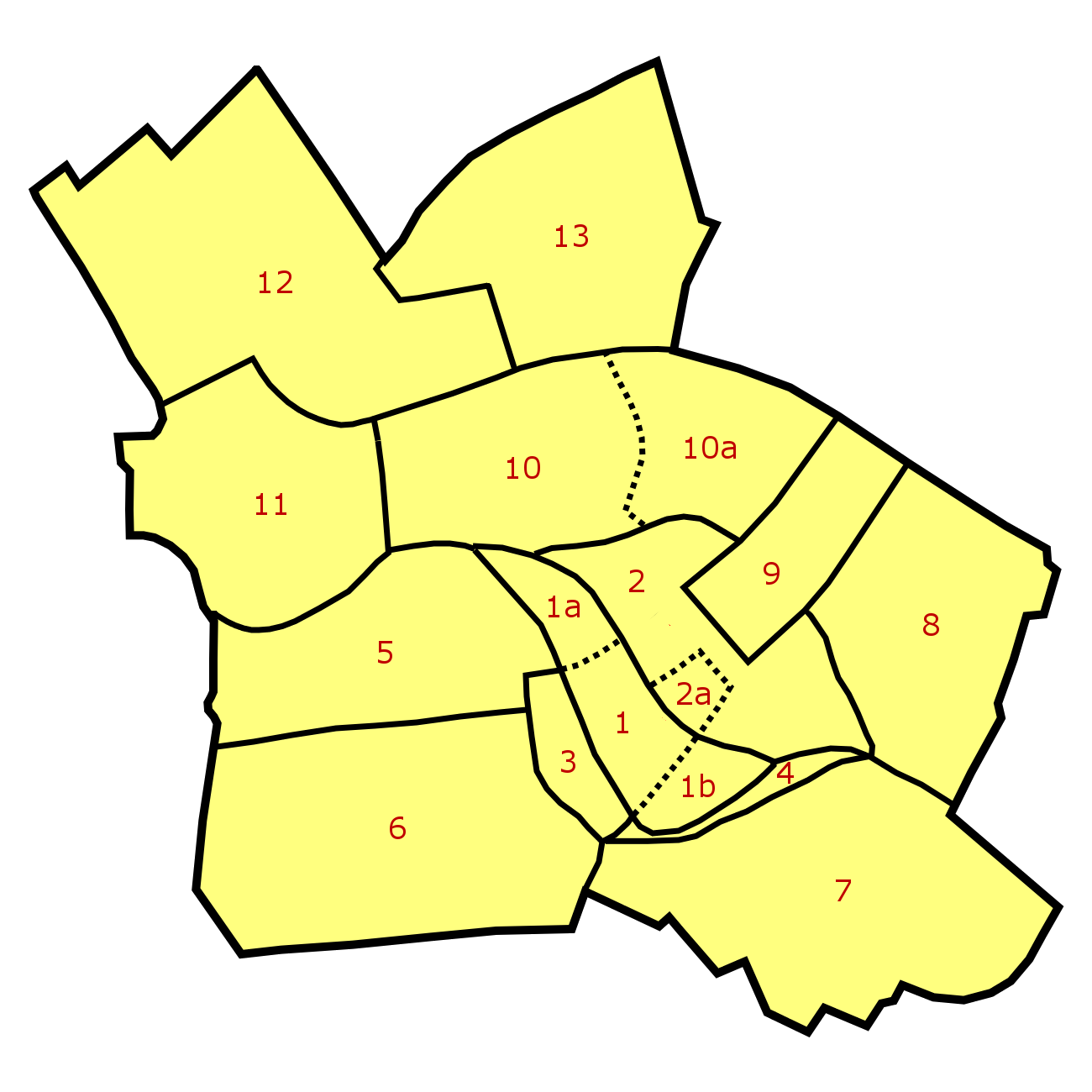
Les 13 quartiers historiques de Berlin-Mitte :
1. Altkölln (Spreeinsel) (avec Museumsinsel [1a], Fischerinsel [1b])
2. Altberlin (comprenant le Nikolaiviertel [2a])
3. Friedrichswerder
4. Neukölln am Wasser
5. Dorotheenstadt
6. Friedrichstadt
7. Luisenstadt
8. Stralauer Vorstadt (avec Königsstadt)
9. Alexanderplatz
10. Spandauer Vorstadt (avec Scheunenviertel [10a])
11. Friedrich-Wilhelm-Stadt
12. Oranienburger Vorstadt
13. Rosenthaler Vorstadt

Friedrichswerder est un quartier historique de Berlin-Mitte en plein centre de la capitale allemande. Il se trouve à l'ouest du canal de la Sprée.

## Géographie
Le quartier est bordé à l'est du canal de la Sprée, du Spittelmarkt et de la Leipzigerstraße au sud, des Oberstraße et Niederstraße à l'ouest, et entre la Gießhausstraße et de la Hinterstraße au nord. La Hausvogteiplatz se trouve à l'ouest.

## Historique
Ce quartier a été fondé, sous le nom de Werder, comme faubourg en 1662 sous le règne de l'électeur Frédéric-Guillaume Ier de Brandebourg et était à l'origine ceint de remparts. Quelques années plus tard, l'accroissement rapide de la population, dû en grande partie à la révocation de l'édit de Nantes et en conséquence à l'accueil des huguenots par l'édit de Potsdam, nécessite la construction de nouveaux faubourg à Dorotheenstadt (1674), Friedrichstadt (1688), encore plus à l'ouest de Friedrichswerder. L'année 1709 est celle de l'annexion de la cité  historique de Cölln et des quatre faubourgs de Berlin. Les remparts sont démolis, ainsi que leurs cinq bastions, et le forum frédéricien est aménagé au sud. Friedrichswerder est pleinement intégré à la ville.
Aujourd'hui seuls sont conservés de l'ancien quartier l'église de Friedrichswerder reconstruite par Schinkel et le toponyme de Werderscher Markt (marché du Werder) que porte une rue. Le reste de l'ancien quartier a été démoli, soit par les bombardements de 1945, soit par les restructurations des autorités de la république démocratique allemande, après qu'en 1958 a été décidée la « reconstruction socialiste du centre de Berlin ».

## Galerie

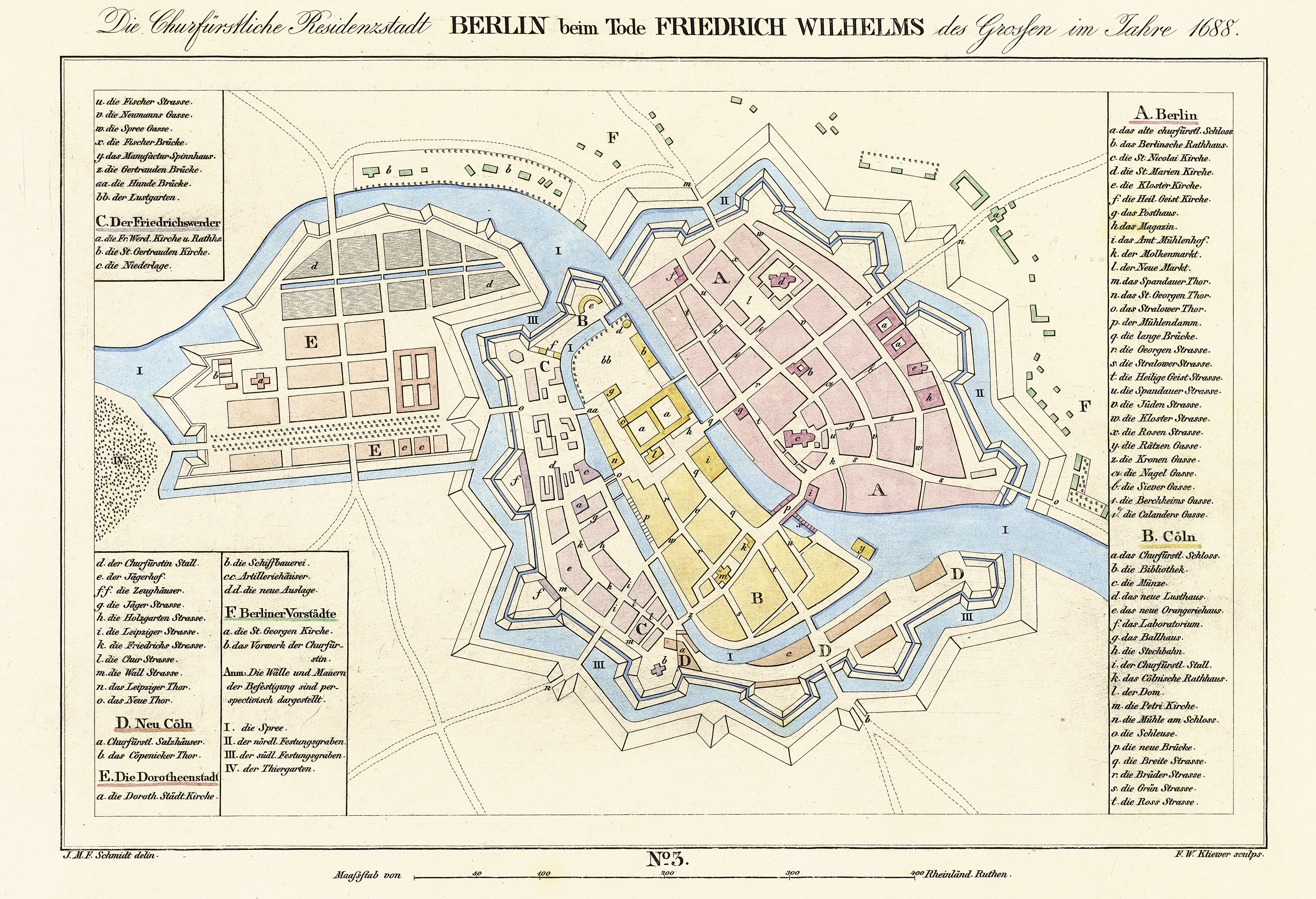
Plan du centre historique de Berlin à la fin du XVIIe siècle. Friedrischwerder est marqué de la lettre C (carte de 1835).
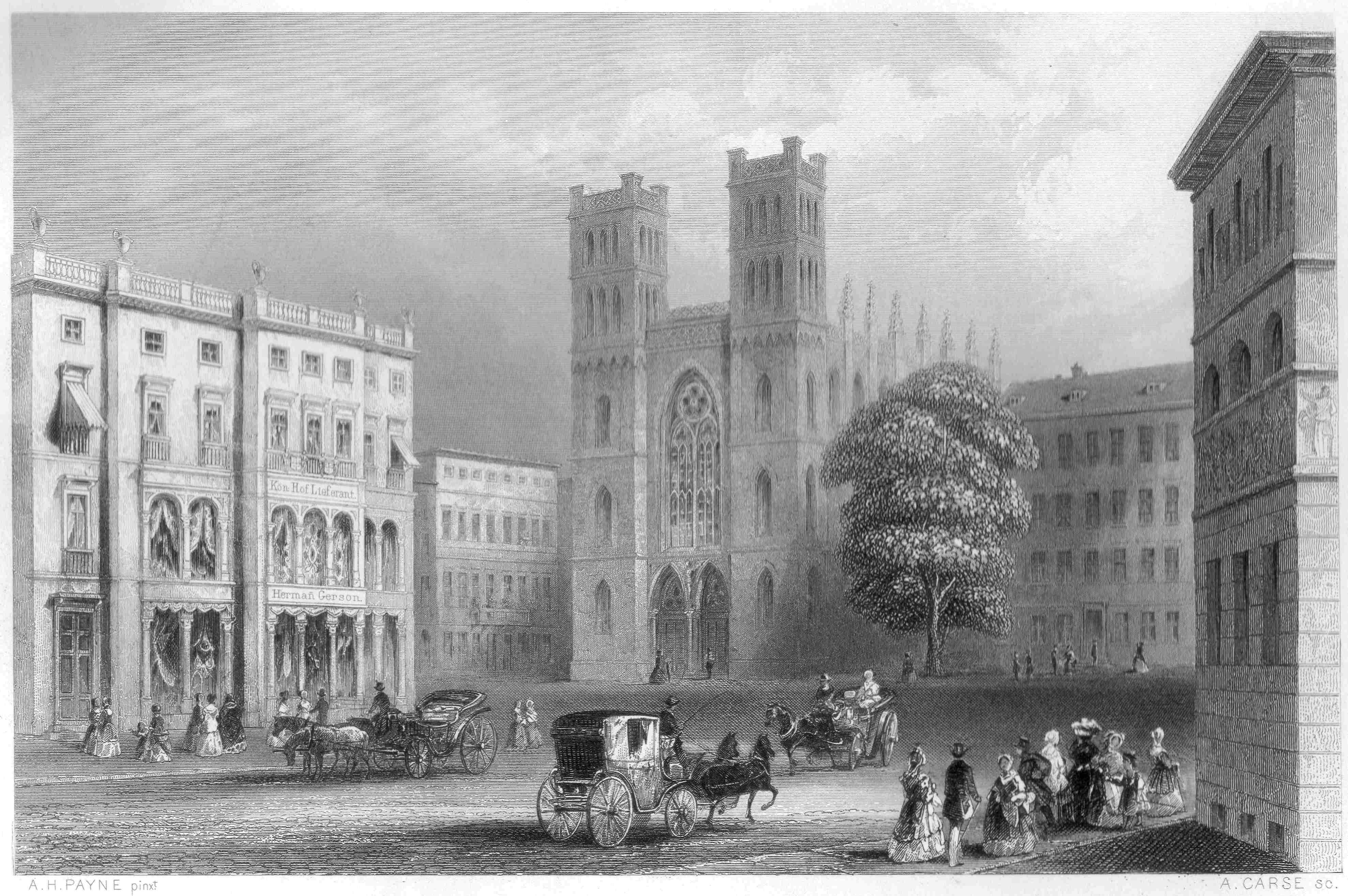
Le quartier de Friedrichswerder en 1850